# الجبل (دار الجامع)

تعديل مصدري - تعديل

الجبل محلة تابعة لقرية دار الجامع، التابعة لعزلة وادي ضباء بمديرية ذي السفال إحدى مديريات محافظة إب في الجمهورية اليمنية، بلغ تعداد سكانها 28 حسب تعداد اليمن لعام 2004.